# Unna
|  | Aquest article tracta sobre Unna, municipi de Rin del Nord - Westfàlia. Vegeu-ne altres significats a «Unna (desambiguació)». |

Unna és un municipi del districte d'Unna, a l'estat de Rin del Nord-Westfàlia, a Alemanya.

## Ciutats agermanades
- Waalwijk ( Països Baixos)
- Palaiseau ( França)
- Döbeln ( Alemanya)
- Ajka ( Hongria)
- Pisa ( Itàlia)
- Kirklees ( Regne Unit)